# 美妮·麗柏頓
美妮·朱莉婭·麗柏頓·魯道夫（英語：Minnie Julia Riperton Rudolph，1947年11月8日—1979年7月12日）是一名美國靈魂樂歌手兼詞曲作者，以其1974年單曲《Lovin' You》、五個八度的音域以及對哨音的運用而聞名。
麗柏頓出生於1947年，在芝加哥南區的Bronzeville社區長大。小時候，她在芝加哥亞伯拉罕林肯中心學習音樂、戲劇和舞蹈。青少年時期，她擔任芝加哥女子組合The Gems的主唱。她早期與芝加哥唱片公司Chess Records合作使她有機會為多位知名藝術家擔任背景和聲，例如伊特·珍、馮泰拉·巴斯、雷姆希·路易斯、波·迪德利、Chuck Berry和Muddy Waters。在Chess樂團時期，麗柏頓還在1967年至1971年擔任迷幻靈魂樂團Rotary Connection的主唱。
1975年4月5日，麗柏頓憑藉她的第一首單曲《Lovin' You》達到了職業生涯的巔峰。這首單曲是她1974年發行的金唱片《Perfect Angel》中的最後一首單曲。1976年1月，麗柏頓被診斷出患有乳癌；同年4月，她接受了根治乳房切除手術。到診斷時，癌症已經轉移，她只能存活大約六個月。儘管有預後，她仍繼續錄音和巡迴演出。雖然她是第一批公開自己患有乳癌的名人之一，但是她沒有透露自己身患絕症。1977年，她成為美國癌症協會的發言人。1978年，她獲得了美國癌症協會勇氣獎，由時任總統吉米·卡特在白宮頒發給她。1979年7月12日，麗柏頓因乳癌去世，享年31歲。

## 早年生活
美妮·朱莉婭·麗柏頓出生於芝加哥，父親是塞爾瑪·伊內茲（娘家姓馬修斯）（1911-2005），母親是丹尼爾·韋伯斯特·麗柏頓（1898-1991），是一名普爾曼搬運工。她是音樂世家八個孩子中排最小，很早就開始接觸藝術。雖然她最初學習的是芭蕾舞和現代舞，但是她的父母認識到她的聲樂和音樂才能，並鼓勵她繼續學習音樂和聲樂訓練。在芝加哥的亞伯拉罕·林肯中心，她接受了瑪麗安·傑弗裡的歌劇聲樂訓練。她練習呼吸和措辭，特別注重措詞。傑弗里也訓練麗柏頓充分發揮她的才能。在傑弗里的指導下，她演唱了輕歌劇和歌舞劇，為歌劇事業做準備。由於傑弗里很相信她的學生的能力，因此她強烈鼓勵她到芝加哥少年抒情歌劇院進一步學習古典音樂。然而，年輕的麗柏頓開始對靈魂樂、節奏藍調和搖滾感興趣。從海德公園高中（現為海德公園學院高中）畢業後，她進入Loop College（現名為哈羅德華盛頓學院）就讀，並成為Zeta Phi Beta姐妹會的成員。她從大學輟學去追求個人音樂事業。

## 事業

### 早年事業
麗柏頓15歲時首次參加專業演唱活動是在The Gems合唱團。盲人鋼琴家雷納德·邁納在她加入海德公園無伴奏合唱團 Hyde Park's A Cappella Choir期間聽到了她的歌聲，並成為了她的音樂贊助人。雖然《The Gems》的商業成功相對有限，但是此對麗柏頓的才華提供了良好的展示渠道。最終，樂團成為了一個臨時合唱團名為Studio Three，正是在這一時期他們為1965年的經典熱門歌曲《Rescue Me》擔任了伴唱。1964年，The Gems樂隊發行了當地熱門歌曲《I Can’t Help Myself》，他們的最後一首單曲《He Makes Me Feel So Good》於1965年發行。後來，Gems樂團以多個名字發行了唱片，其中最著名的是1966年 Girls Three樂團的《Baby I Want You》和1967年Starlets樂團的《My Baby's Real》。後者已獲得北方靈魂樂迷的狂熱追捧，至今仍深受喜愛。這是一首摩城風格的歌曲，讓人想起Tammi Terrell。1968年，專輯《Watered Down》作為後續作品以The Starlets為名發行。這是麗柏頓的前女子組合的最後一張專輯。在Studio Three工作期間，麗柏頓遇到了她的導師、製作人比利戴維斯，他為她創作了第一首本地熱門歌曲《Lonely Girl》及其B面《You Gave Me Soul》。為了紀念戴維斯，她使用安德里亞·戴維斯這個筆名發行了這兩首單曲。

### 旋轉連線
1966年，在她的安德里亞·戴維斯單曲在電台播出幾個月後，麗柏頓加入了旋轉連線，這是一支由Chess Records創始人Leonard Chess的兒子Marshall Chess創立的放克搖滾靈魂樂隊。Rotary Connection由Riperton、Chess、Judy Hauff、Sidney Barnes和Charles Stepney組成。
他們於1968年發行了首張專輯《旋轉連線》，隨後又發行了五張專輯：1968年的《阿拉丁》和聖誕專輯《和平》、《Songs》（1969年）、《晚餐音樂》（1970年）和《嘿，親愛的》（1971年）。

### 《來我的花園吧》
麗柏頓的首張個人專輯《來我的花園吧》由她的旋轉連線樂隊夥伴查爾斯·斯蒂芬尼製作、編曲和配器，並於1970年由GRT唱片發行。其中幾首歌曲由史蒂芬尼和理查德魯道夫共同創作，後者於1970年8月與麗柏頓結婚。1970年12月26日星期六，她作為獨唱藝術家在芝加哥著名的倫敦之家由雷姆希·路易斯介紹演出。在史蒂芬尼的伴奏下，麗柏頓繼續演唱了專輯中的幾首歌曲。雖然這張唱片在發行時沒有取得商業上的成功，但是《來到我的花園》現在受到了音樂評論家的好評。

### 《完美天使》和《愛你》
1973年，史詩唱片的一名大學實習生發現麗柏頓處於半退休狀態。她已成為佛羅里達州蓋恩斯維爾的家庭主婦和兩個孩子的母親。在聽完歌曲《Seeing You This Way》的樣帶後，該代表將磁帶拿給了Epic的A&R副總裁唐·埃利斯。
麗柏頓與史詩唱片公司簽約，全家搬到了加州洛杉磯。隨後的唱片《Perfect Angel》成為麗柏頓較暢銷的專輯之一。其中包括搖滾靈魂歌曲《Reasons》；第二首單曲《Take a Little Trip》（由史蒂維·旺德創作，他也是該專輯的聯合製作人）；以及第三首單曲《Seeing You This Way》。
這張專輯的銷售一開始並不理想。雖然史詩唱片準備發行下一張唱片，但是魯道夫說服他們發行另一首單曲。隨著第四首單曲《Lovin’ You》的推出，這張專輯開始流行起來，並於1975年4月登上美國排行榜榜首，這首歌在美國和其他24個國家的排行榜上名列前茅。這首歌曲在英國單曲榜上排名第二，在美國 R&B 榜上排名第三。這張專輯銷量超過一百萬張，並於1975年4月得到美國唱片業協會授予 金唱片。《完美天使》獲得了金曲獎，麗柏頓最終受到尊崇為「歌喉高亢、頭戴鮮花的女士」。這張專輯還收錄了歌曲《Every Time He Comes Around》，由Deniece Williams演唱背景和聲。

### 後期事業
在《完美天使》之後，麗柏頓和她的丈夫、詞曲作者兼音樂製作人理查德·魯道夫開始製作裡珀頓的第三張專輯《天堂歷險記》 (1975年)。The Crusaders的Joe Sample共同創作了主題曲《Adventures in Paradise》，而Crusaders的製作人Stewart Levine共同製作了這張專輯。雖然她在拍攝專輯宣傳片時遭到獅子攻擊，但是傷勢並不嚴重。在參加《薩米戴維斯秀》期間，她向薩米和其他嘉賓（包括理查德普賴爾）播放了該事件的鏡頭。這張專輯取得了一定的成功。儘管有節奏藍調熱門歌曲《Inside My Love》（美國節奏藍調熱門歌曲排名第5，後來被Trina Broussard、Chanté Moore和Delilah翻唱），但該專輯的成功仍不及《Perfect Angel》。一些電台拒絕播放《Inside My Love》，因為歌詞中寫道：“你願意進入我體內嗎？”
她為Epic Records錄製的第四張專輯名為《Stay in Love》（1977年），其中收錄了她與史蒂夫·旺德合作的放克迪斯科曲調《Stick Together》。
1978年，理查德·魯道夫和麗柏頓的律師邁克·羅森菲爾德策劃將麗柏頓和她的CBS唱片目錄轉至国会唱片。1979年4月，麗柏頓發行了她的第五張也是最後一張專輯《Minnie》。《Memory Lane》是這張專輯中的一首熱門歌曲。

### 合作
麗柏頓為史蒂維·旺德1974年專輯《Fulfillingness' First Finale》中的歌曲《Creepin'》和《It Ain't No Use》以及1976年專輯《Songs in the Key of Life》中的歌曲《Ordinary Pain》擔任伴唱。 1977年，她為北島治的專輯《Osamu》中的一首名為《Yesterday and Karma》的歌曲獻聲。

## 個人生活
麗柏頓於1970年8月與詞曲作者兼音樂製作人理查德·魯道夫結婚，直至1979年7月去世。她和魯道夫有兩個孩子：音樂工程師馬克·魯道夫（1968年出生）和女演員兼喜劇演員玛雅·鲁道夫（1972年），瑪雅·魯道夫於2000年至2007年擔任《週六夜現場》演員。當《Lovin' You》錄製時，瑪雅還是個蹣跚學步的孩子。根據麗柏頓的《花瓣》合輯唱碟的封套說明，《愛你》的旋律是為了在瑪雅還是嬰兒時分散她的注意力而創作的，這樣麗柏頓和理查德·魯道夫就可以有時間在一起。在未經編輯的《Lovin' You》接近尾聲時，麗柏頓唱起了《Maya, Maya, Maya》。

## 疾病和逝世
1976年8月24日，麗柏頓在《今夜秀》節目中透露，她因乳癌而接受了乳房切除手術。確診時，麗柏頓發現她的癌症已擴散至淋巴系統，並被告知她只能存活約六個月。1977年和1978年，她繼續巡迴演出，並成為美國癌症協會1978-1979年活動的全國發言人。在錄製她最後一張非遺作專輯《Minnie》期間，她的癌症病情惡化，令她感到非常痛苦。1979年初，嚴重的淋巴水腫導致她的右臂無法動彈。在她最後一次電視演唱中（最著名的作品是《邁克·道格拉斯秀》），她的右臂在表演過程中一直處於固定位置。在她去世前夕的一場演唱會上，她將《Lovin' You》的結尾「Maya, Maya, Maya」改成了「Maya, Maya, Ringo, Maya」。林戈是她為兒子馬克起的暱稱。到六月中旬，裡珀頓已臥床不起。她於7月 10日進入洛杉磯的西達斯西奈醫療中心。
1979年7月12日星期四上午10點，她在丈夫的懷抱中去世。那個星期天，在超過五百名哀悼者參加的葬禮之後，裡珀頓被安葬在洛杉磯的韋斯特伍德村紀念公園公墓。她的墓誌銘是她最著名的歌曲的開頭：「愛你很容易，因為你很美麗」。1979年9月，在裡珀頓去世後不久播出的電視節目《靈魂列車》的一集中，史蒂維·旺德向麗柏頓致敬。2009年6月7日，TV One（美國電視網）的《Unsung》系列首播了一部關於裡珀頓的職業生涯和生活的一小時紀錄片。其中包括她的丈夫理查德、兒子馬克、女兒瑪雅、姐姐桑德拉·麗柏頓以及許多與她一起工作的人。

## 逝世後出版作品
麗柏頓去世後，幾位藝術家為她去世前錄製的曲目獻聲，幫助編寫理查德·魯道夫對妻子的最後致敬《愛永恆》。其中包括Peabo Bryson、米高·積遜和史蒂維·旺德。麗柏頓的最後一首單曲《Give Me Time》於1980年發行。理查德·魯道夫為她寫了歌曲《Now That I Have You》，但她從未有機會錄製它；他將這首歌交給了Teena Marie，後者將這首歌曲錄製（並與魯道夫共同製作）在瑪麗的第二張 LP《Lady T》中。最終，在1981年，國會唱片發行了最偉大的熱門歌曲集《The Best of Minnie Riperton》。專輯中的歌曲《新》翻唱自琼尼·米歇尔的《A Woman of Heart and Mind》，這首歌是《美妮》專輯錄製期間的保留曲目。其中還包括《Memory Lane》的另一種混音；現場版的《Can You Feel What I'm Saying》、《Lover And Friend》和《Young, Willing, and Able》；以及兩部《與美妮在一起的時光》。它還包括熱門歌曲《Perfect Angel》、《Lovin' You》、《Inside My Love》、《Adventures In Paradise》，以及《Love Lives Forever》中的兩首曲目：單曲《Here We Go》（與彼柏·布萊森二重唱）和歌曲《You Take My Breath Away》。在20世紀90年代，麗柏頓的音樂被包括圖帕克·夏庫爾、Dr. Dre、A Tribe Called Quest、Blumentopf、球體和悲劇卡扎菲。

## 聲樂能力
麗柏頓的官方「新聞簡歷」稱，她的音域達到花腔女高音。除了她的多首熱門歌曲外，她還因能用高頭聲（有時是哨音，但經常被誤認為是前者）唱歌而被人們記住，她在這方面有著罕見的天賦。2023年，《滾石》雜誌將麗柏頓列為史上最偉大的200位歌手中的第65位。
瑪麗亞·凱莉稱麗柏頓是她音樂上的影響者之一。

## 唱片目錄

### 錄音室專輯
| 1970年                                 | 《Come to My Garden》      | 160 | —  | —  | —  | —  |              | GRT      |
| 1974年                                 | 《Perfect Angel》          | 4   | 1  | 17 | 8  | 33 | - RIAA: Gold | 史詩唱片 |
| 1975年                                 | 《Adventures in Paradise》 | 18  | 5  | 54 | 55 | —  |              | 史詩唱片 |
| 1977年                                 | 《Stay in Love》           | 71  | 19 | —  | 80 | —  |              | 史詩唱片 |
| 1979年                                 | 《Minnie》                 | 29  | 5  | 60 | —  | —  |              | 國會唱片 |
| 1980年                                 | 《Love Lives Forever》     | 35  | 11 | —  | —  | —  |              | 國會唱片 |
| "—" 表示該唱片未在該地區上榜或未發行。 |                            |     |    |    |    |    |              |          |

### 合輯
| 1981年                                 | 《The Best of Minnie Riperton》               | 203 | 59 | 國會唱片        |
| 1993年                                 | 《Gold: The Best of Minnie Riperton》         | —   | —  | 國會唱片        |
| 1997年                                 | 《Her Chess Years》                           | —   | —  | Chess           |
| 2001年                                 | 《Petals: The Minnie Riperton Collection》    | —   | —  | The Right Stuff |
| 2001年                                 | 《Les Fleurs: The Minnie Riperton Anthology》 | —   | —  | EMI             |
| "—" 表示該唱片未在該地區上榜或未發行。 |                                               |     |    |                 |

### 單曲
| 1970年                                 | 《Les Fleurs》                      | —  | —  | —  | —  | — | —  | —  | — |                            | 《Come to My Garden》      |
| 1974年                                 | 《Reasons》                         | —  | —  | —  | —  | — | —  | —  | — |                            | 《Perfect Angel》          |
| 1974年                                 | 《Seeing You This Way》             | —  | —  | —  | —  | — | —  | —  | — |                            | 《Perfect Angel》          |
| 1975年                                 | 《Lovin' You》                      | 1  | 3  | 4  | —  | 5 | 3  | 5  | 2 | - RIAA: Gold - BPI: Silver | 《Perfect Angel》          |
| 1975年                                 | 《Inside My Love》                  | 76 | 26 | —  | —  | — | 97 | —  | — |                            | 《Adventures in Paradise》 |
| 1975年                                 | 《Simple Things》                   | —  | 70 | 45 | —  | — | —  | 44 | — |                            | 《Adventures in Paradise》 |
| 1976年                                 | 《Adventures in Paradise》          | —  | 72 | —  | —  | — | —  | —  | — |                            | 《Adventures in Paradise》 |
| 1977年                                 | 《Stick Together (Part One)》       | —  | 57 | —  | 23 | — | —  | —  | — |                            | 《Stay in Love》           |
| 1977年                                 | 《Wouldn't Matter Where You Are》   | —  | —  | —  | —  | — | —  | —  | — |                            | 《Stay in Love》           |
| 1977年                                 | 《Young Willing and Able》          | —  | —  | —  | —  | — | —  | —  | — |                            | 《Stay in Love》           |
| 1979年                                 | 《Memory Lane》                     | —  | 16 | —  | —  | — | —  | 14 | — |                            | 《Minnie》                 |
| 1979年                                 | 《Lover and Friend》                | —  | 20 | —  | —  | — | —  | —  | — |                            | 《Minnie》                 |
| 1980年                                 | 《Here We Go》 (與Peabo Bryson合唱) | —  | 14 | —  | —  | — | —  | —  | — |                            | 《Love Lives Forever》     |
| 1980年                                 | 《Give Me Time》                    | —  | 75 | —  | —  | — | —  | —  | — |                            | 《Love Lives Forever》     |
| "—" 表示該唱片未在該地區上榜或未發行。 |                                     |    |    |    |    |   |    |    |   |                            |                            |

## 榮譽

### 葛萊美獎
麗柏頓共獲得兩項葛萊美獎提名。
| 年份   | 分類               | 提名作品               | 結果 |
| ------ | ------------------ | ---------------------- | ---- |
| 1979年 | 最佳節奏藍調女歌手 | 《Minnie》             | 提名 |
| 1980年 | 最佳節奏藍調女歌手 | 《Love Lives Forever》 | 提名 |

## 巡迴演出
- 《George & Minnie Live!》 (1976年–1977年)

麗柏頓與知名爵士吉他手喬治·班森聯袂開啟了北美巡迴演唱會。巡迴演出從1976年持續到1977年秋季。
歌單
美妮·麗柏頓
1. 《Take a Little Trip》
2. 《Reasons》
3. 《Seeing You This Way》
4. 《Adventures in Paradise》
5. 《Les Fleurs》
6. 《Everytime He Comes Around》
7. 《Stick Together》
8. 《Can You Feel What I'm Saying?》
9. 《Simple Things》
10. 《Young, Willing and Able》
11. 《Inside My Love》
12. 《Wouldn't Matter Where You Are》
13. 《Lovin' You》

喬治·班森
1. 《Affirmation》
2. 《Six to Four》
3. 《El Mar》
4. 《Everything Must Change》
5. 《Going to Love you More》
6. 《Lady Blue》
7. 《Breezin'》
8. 《California PM》
9. 《The World Is a Ghetto》
10. 《Greatest Love of All》
11. 《This Masquerade》
12. 《On Broadway》

註釋
- 在巡迴演出期間的特定日期，麗柏頓演唱了她的熱門歌曲《Lovin’ You》，其中包括由喬治·本森主演的重演版本。
- 麗柏頓演唱了“你能感受到我在說什麼嗎？”僅限旅遊期間的特定日期。

日期
| 日期           | 城市             | 地點                        |
| -------------- | ---------------- | --------------------------- |
| 1977年3月15日  | 洛杉磯           | Los Angeles Music Center    |
| 1977年5月9日   | 紐約市           | Avery Fisher Hall           |
| 1977年7月15日  | East Troy, WI    | Alpine Valley Music Theatre |
| 1977年7月29日  | Edwardsville, IL | Mississippi River Festival  |
| 1977年10月7日  | Phoenix, AZ      | Celebrity Theatre           |
| 1977年10月29日 | Burlington, VT   | Patrick Gymnasium           |

- 並未列出所有北美日期。